# Finnischer Fußballpokal 2015
Der Finnische Fußballpokal 2015 (finnisch Suomen Cup 2015) war die 61. Austragung des finnischen Pokalwettbewerbs. Er wurde vom finnischen Fußballverband ausgetragen. Das Finale fand am 26. September 2015 im Tehtaan kenttä von Valkeakoski statt.
Pokalsieger wurde zum ersten Mal IFK Mariehamn. Das Team setzte sich im Finale gegen Vorjahresfinalist Inter Turku durch und qualifizierte sich damit für die 1. Qualifikationsrunde der Europa League. Titelverteidiger HJK Helsinki war im Halbfinale gegen den späteren Sieger ausgeschieden.
Alle Begegnungen wurden in einem Spiel ausgetragen. Bei unentschiedenem Ausgang wurde das Spiel um zweimal 15 Minuten verlängert. Stand danach kein Sieger fest, folgte ein Elfmeterschießen.

## Teilnehmende Teams
Die Teilnahme war freiwillig. Insgesamt 132 Mannschaften hatten für den Pokalwettbewerb gemeldet. In den ersten beiden Runden traten Teams aus der Kolmonen (4. Liga) oder tiefer an. Die Mannschaften der zweiten und dritten Liga stiegen in der 3. Runde ein. Die zwölf Erstligisten, die am Ligapokal 2015 teilnahmen stiegen je nach Abschneiden in der 4., 5. oder 6. Runde ein.
| Runde         | Zugänge | Sieger der letzten Runde | Spiele / Sieger |
| ------------- | ------- | ------------------------ | --------------- |
| 1. Runde      | 16      | –                        | 08              |
| 2. Runde      | 72      | 08                       | 40              |
| 3. Runde      | 32      | 40                       | 36              |
| 4. Runde      | 04      | 36                       | 20              |
| 5. Runde      | 04      | 20                       | 12              |
| 6. Runde      | 04      | 12                       | 08              |
| Viertelfinale | –       | 08                       | 04              |
| Halbfinale    | –       | 04                       | 02              |
| Finale        | –       | 02                       | 01              |
| Gesamt        | 1320    |                          | 1310            |

## 1. Runde
Teilnehmer: Fünf Teams aus der Kolmonen (IV), neun Teams aus der Nelonen (V), ein Team aus der Vitonen (VI) und ein Team aus der Kutonen (VII).
| Datum      |                                  | Ergebnis              |                           |
| ---------- | -------------------------------- | --------------------- | ------------------------- |
| 11.01.2015 | HJK/Kantsu Helsinki (V)          | 1:4                   | IF Gnistan Ogeli (V)      |
| 16.01.2015 | PK-09 Hyvinkää (VII)             | 1:7                   | Tuusulan Palloseura (IV)  |
| 23.01.2015 | Tampere Unitedin kannattajat (V) | 1:0                   | Pallo-Iirot Rauma-2 (V)   |
| 24.01.2015 | Tikkurilan PS (V)                | 0:3                   | IF Sibbo-Vargarna (IV)    |
| 25.01.2015 | FC Legirus Inter Vanta (V)       | 1:0                   | Hyvinkään Palloseura (IV) |
| 25.01.2015 | Helsingfors IFK-4 (VI)           | 0:3                   | Helsingfors IFK-3 (V)     |
| 28.01.2015 | FC Peltirumpu (IV)               | 1:2                   | PEPO Lappeenranta (IV)    |
| 01.02.2015 | Peimari United (V)               | 3:3 n. V. (4:1 i. E.) | Inter Turku-2 (V)         |

## 2. Runde
Teilnehmer: Die 8 Sieger der 1. Runde, weitere 32 Teams aus der Kolmonen (IV), 18 Teams aus der Nelonen (V), 15 Teams aus der Vitonen (VI) und 7 Teams aus der Kutonen (VII).
| Datum      |                                      | Ergebnis              |                                          |
| ---------- | ------------------------------------ | --------------------- | ---------------------------------------- |
| 18.01.2015 | Spartak Kajaani (IV)                 | 3:0                   | JS Hercules Oulu (IV)                    |
| 18.01.2015 | Suurmetsän Urheilijat/77 (V)         | 2:0                   | Malmin Palloseura/Atletico Akatemia (VI) |
| 18.01.2015 | Nekalan Pallo (V)                    | 1:1 n. V. (4:2 i. E.) | FC Rauma (IV)                            |
| 18.01.2015 | Pallo-Pojat Junioren/Taalerit (VI)   | 00:11                 | Helsingfors IFK-2 (IV)                   |
| 23.01.2015 | Savannan Pallo-3 (V)                 | 0:2                   | Pallo-Pojat Junioren (IV)                |
| 23.01.2015 | Union Plaani (VI)                    | 1:6                   | Jämsänkosken Ilves (IV)                  |
| 24.01.2015 | Kellokosken Alku (V)                 | 0:9                   | FC Espoo (IV)                            |
| 25.01.2015 | Järvelän Jäppärä (VII)               | 0:7                   | Riihimäen Palloseura (IV)                |
| 25.01.2015 | Kuopion Elo (VI)                     | 2:4                   | Siilinjärven Palloseura (IV)             |
| 30.01.2015 | Oulun Tarmo (VII)                    | 0:3                   | Juuan Palloilijat (IV)                   |
| 30.01.2015 | Orimattilan Pedot (V)                | 2:0                   | Lohjan Pallo (IV)                        |
| 31.01.2015 | Laaksolahden Atleettiklubi (VI)      | 0:2                   | Nummelan Palloseura (IV)                 |
| 31.01.2015 | Sodankylän Pallo (V)                 | 0:0 n. V. (1:3 i. E.) | Oulun Työväen Palloilijat (V)            |
| 01.02.2015 | Espoon PS (V)                        | 0:4                   | SexyPöxyt (IV)                           |
| 01.02.2015 | Käpylän Maanantain Pallo-Pojat (VII) | 1:8                   | PK-35 Vantaa (IV)                        |
| 07.02.2015 | Parolan Visa (V)                     | 0:2                   | Janakkalan Pallo (VI)                    |
| 07.02.2015 | SC Wolves (VI)                       | 1:4                   | Peimari United (V)                       |
| 07.02.2015 | Lappeenrannan Virky (VI)             | 1:0                   | Mäntsälän Urheilijat (VI)                |
| 08.02.2015 | Toivalan Urheilijat (V)              | 00:3 1                | Pallo-Kerho 37 (IV)                      |
| 09.02.2015 | Valkeakosken Koskenpojat (V)         | 0:4                   | Hämeenlinnan Härmä (IV)                  |
| 09.02.2015 | FC Pelifiilis (VI)                   | 1:1 n. V. (7:6 i. E.) | FC Spede (VII)                           |
| 10.02.2015 | Etelän-Espoon Pallo (IV)             | 2:0                   | IF Sibbo-Vargarna (IV)                   |
| 11.02.2015 | Black Islanders (VI)                 | 0:3                   | Kokkolan Palloveikot Akatemia (IV)       |
| 11.02.2015 | PP-70 Tampere (V)                    | 1:4                   | Tampere Unitedin kannattajat (V)         |
| 12.02.2015 | FC Kontu (IV)                        | 1:1 n. V. (5:3 i. E.) | Lapuan Palloseura (IV)                   |
| 13.02.2015 | FC Korso United (V)                  | 1:3                   | Tuusulan Palloseura (IV)                 |
| 14.02.2015 | IF Gnistan Ogeli (V)                 | 4:1                   | Helsingin Ponnistus (IV)                 |
| 14.02.2015 | PEPO Lappeenranta (IV)               | 4:0                   | Haminan Pallo-Kissat (IV)                |
| 14.02.2015 | Club Latino Español (V)              | 0:0 n. V. (2:3 i. E.) | Jokerit FC (VI)                          |
| 14.02.2015 | FC Honka Espoo-3 (V)                 | 0:2                   | AC Allianssi (IV)                        |
| 14.02.2015 | FC Magen Akatemia (VI)               | 1:4                   | Paimion Haka (IV)                        |
| 14.02.2015 | Edsevö Bollklubb (VII)               | 0:2                   | Kokkolan PS (V)                          |
| 14.02.2015 | IF Gnistan-2 (V)                     | 0:5                   | FC Viikingit-2 (IV)                      |
| 14.02.2015 | Itä-Hakkilan Kilpa (IV)              | 0:3                   | FC Legirus Inter Vantaa (V)              |
| 14.02.2015 | Roihuvuoren Ruisku (VII)             | 0:3                   | Töölön Taisto (IV)                       |
| 14.02.2015 | Jomala IK (IV)                       | 1:0                   | Naantalin VG-62 (IV)                     |
| 14.02.2015 | Savannan Pallo (IV)                  | 3:0                   | AC Balls (VII)                           |
| 15.02.2015 | Helsingfors IFK-3 (V)                | 1:3                   | Malmin Palloseura/Atletico Malmi (IV)    |
| 15.02.2015 | HJK Helsinki/Laajasalo (V)           | 1:2                   | Helsingin Palloseura (IV)                |
| 27.02.2015 | Suurmetsän Urheilijat/sob (VI)       | 1:3                   | FC Hieho (VI)                            |

## 3. Runde
Teilnehmer: Die 40 Sieger der 2. Runde, 10 Teams aus der Ykkönen (II) und 19 Teams aus der Kakkonen (III) und 3 Teams aus der Kolmonen (IV). Unterklassige Teams hatten Heimrecht.
| Datum      |                                       | Ergebnis  |                                    |
| ---------- | ------------------------------------- | --------- | ---------------------------------- |
| 27.02.2015 | Kokkolan Palloveikot (III)            | 3:0       | Jakobstads BK (III)                |
| 21.02.2015 | AC Oulu (II)                          | 3:1       | Vasa IFK (II)                      |
| 22.02.2015 | Helsingfors IFK-2 (IV)                | 0:2       | Etelän-Espoon Pallo (IV)           |
| 23.02.2015 | Suurmetsän Urheilijat/77 (V)          | 0:4       | IF Gnistan (III)                   |
| 25.02.2015 | Orimattilan Pedot (V)                 | 1:4       | Helsingin Palloseura (IV)          |
| 27.02.2015 | ÅIFK Turku (III)                      | 2:6       | FC Jazz Pori (II)                  |
| 27.02.2015 | Juuan Palloilijat (IV)                | 1:2       | Kajaanin Haka (IV)                 |
| 28.02.2015 | PK-35 Vantaa (IV)                     | 0:5       | PK Keski-Uusimaa (III)             |
| 28.02.2015 | Jokerit FC (VI)                       | 1:5       | FC Viikingit-2 (IV)                |
| 28.02.2015 | Spartak Kajaani (IV)                  | 0:2       | PS Kemi Kings (II)                 |
| 28.02.2015 | Siilinjärven Palloseura (IV)          | 2:0       | Jämsänkosken Ilves (IV)            |
| 28.02.2015 | Peimari United (V)                    | 1:2       | Paimion Haka (IV)                  |
| 28.02.2015 | Nekalan Pallo (V)                     | 1:5       | Tampere Unitedin kannattajat (V)   |
| 01.03.2015 | Nurmijärven Jalkapalloseura (III)     | 0:5       | Ekenäs IF (II)                     |
| 01.03.2015 | PEPO Lappeenranta (IV)                | 3:1       | FC Vaajakoski (III)                |
| 01.03.2015 | Oulun Työväen Palloilijat (V)         | 2:0       | Kokkolan Palloveikot Akatemia (IV) |
| 02.03.2015 | Malmin Palloseura/Atletico Malmi (IV) | 3:1       | Nummelan Palloseura (IV)           |
| 03.03.2015 | FC Pelifiilis (VI)                    | 0:6       | SexyPöxyt Espoo (IV)               |
| 03.03.2015 | FC Futura (III)                       | 1:3       | Atlantis FC(III)                   |
| 04.03.2015 | Kokkolan PS (V)                       | 1:7       | Gamlakarleby BK (III)              |
| 04.03.2015 | Käpylän Pallo (III)                   | 2:1 n. V. | FC Lahti Akatemia (III)            |
| 05.03.2015 | FC Legirus Inter Vantaa (V)           | 5:0       | Riihimäen Palloseura (IV)          |
| 06.03.2015 | Pallo-Iirot Rauma (III)               | 2:5 n. V. | Haka Valkeakoski (II)              |
| 06.03.2015 | Hämeenlinnan Härmä (IV)               | 0:3 n. V. | Musan Salama (III)                 |
| 06.03.2015 | FC Hieho (VI)                         | 00:12     | FC Honka Espoo (III)               |
| 06.03.2015 | Tampereen Pallo-Veikot (III)          | 2:4       | Turku PS (II)                      |
| 07.03.2015 | FC Kontu (IV)                         | 1:6       | FC Myllypuro (III)                 |
| 07.03.2015 | Pallo-Pojat Junioren (IV)             | 0:3       | PK-35 Vantaa (II)                  |
| 07.03.2015 | Lappeenrannan Virky (VI)              | 1:2 n. V. | Mikkelin Palloilijat (II)          |
| 07.03.2015 | Savannan Pallo (IV)                   | 2:1       | FC Espoo (IV)                      |
| 08.03.2015 | Janakkalan Pallo (VI)                 | 1:0       | Jomala IK (IV)                     |
| 08.03.2015 | Pallo-Kerho 37 (IV)                   | 0:3       | JJK Jyväskylä (II)                 |
| 08.03.2015 | AC Allianssi (IV)                     | 0:1       | BK-46 Karis (III)                  |
| 08.03.2015 | IF Gnistan Ogeli (V)                  | 1:7       | Töölön Taisto (IV)                 |
| 09.03.2015 | Tuusulan Palloseura (IV)              | 2:0       | Järvenpään PS (III)                |
|            | JIPPO Joensuu (III)                   | 03:0 1    | Myllykosken Pallo -47 (–)          |

## 4. Runde
Teilnehmer: Die 36 Sieger der 3. Runde und die vier Erstligisten, die im Ligapokal 2015 nach der Gruppenphase ausschieden. Unterklassige Teams hatten Heimrecht.
| Datum      |                                  | Ergebnis              |                                       |
| ---------- | -------------------------------- | --------------------- | ------------------------------------- |
| 13.03.2015 | Töölön Taisto (IV)               | 0:1                   | Haka Valkeakoski (II)                 |
| 13.03.2015 | Kajaanin Haka (IV)               | 2:0                   | Siilinjärven Palloseura (IV)          |
| 14.03.2015 | Paimion Haka (IV)                | 0:4                   | FC Honka Espoo (III)                  |
| 14.03.2015 | Kokkolan Palloveikot (III)       | 3:0                   | FF Jaro (I)                           |
| 14.03.2015 | Turku PS (II)                    | 2:0                   | FC Jazz Pori (II)                     |
| 14.03.2015 | FC Myllypuro (III)               | 0:1 n. V.             | PK Keski-Uusimaa (III)                |
| 14.03.2015 | Käpylän Pallo (III)              | 1:1 n. V. (2:4 i. E.) | PK-35 Vantaa (II)                     |
| 14.03.2015 | Atlantis FC (III)                | 1:4                   | Ekenäs IF (II)                        |
| 15.03.2015 | PEPO Lappeenranta (IV)           | 0:6                   | Kuopion PS (I)                        |
| 15.03.2015 | SexyPöxyt Espoo (IV)             | 1:2                   | IF Gnistan (III)                      |
| 15.03.2015 | Gamlakarleby BK (III)            | 1:4                   | PS Kemi Kings (II)                    |
| 16.03.2015 | Oulun Työväen Palloilijat (V)    | 0:2                   | AC Oulu (II)                          |
| 16.03.2015 | FC Legirus Inter Vantaa (V)      | 0:4                   | BK-46 Karis (III)                     |
| 17.03.2015 | Etelän-Espoon Pallo (IV)         | 3:0                   | Helsingin Palloseura (IV)             |
| 17.03.2015 | Mikkelin Palloilijat (II)        | 2:2 n. V. (4:2 i. E.) | Kotkan Työväen Palloilijat (I)        |
| 18.03.2015 | Tuusulan Palloseura (IV)         | 2:2 n. V. (6:7 i. E.) | FC Viikingit-2 (IV)                   |
| 19.03.2015 | Tampere Unitedin kannattajat (V) | 00:12                 | IFK Mariehamn (I)                     |
| 20.03.2015 | Savannan Pallo (IV)              | 0:1                   | Musan Salama (III)                    |
| 21.03.2015 | JIPPO Joensuu (III)              | 0:3                   | JJK Jyväskylä (II)                    |
| 22.03.2015 | Janakkalan Pallo (VI)            | 0:5                   | Malmin Palloseura/Atletico Malmi (IV) |

## 5. Runde
Teilnehmer: Die 20 Sieger der 4. Runde und die vier Erstligisten, die im Viertelfinale des Ligapokals 2015 ausschieden. Die Erstligisten mussten auswärts antreten.
| Datum      |                                       | Ergebnis              |                            |
| ---------- | ------------------------------------- | --------------------- | -------------------------- |
| 27.03.2015 | FC Viikingit-2 (IV)                   | 1:7                   | PK-35 Vantaa (II)          |
| 28.03.2015 | Musan Salama (III)                    | 1:1 n. V. (3:0 i. E.) | Ekenäs IF (II)             |
| 28.03.2015 | Malmin Palloseura/Atletico Malmi (IV) | 0:2                   | FC Lahti (I)               |
| 28.03.2015 | Kajaanin Haka (IV)                    | 0:5                   | Kokkolan Palloveikot (III) |
| 29.03.2015 | Mikkelin Palloilijat (II)             | 1:2 n. V.             | PK Keski-Uusimaa (III)     |
| 29.03.2015 | Etelän-Espoon Pallo (IV)              | 0:5                   | IFK Mariehamn (I)          |
| 01.04.2015 | JJK Jyväskylä (II)                    | 0:1                   | PS Kemi Kings (II)         |
| 01.04.2015 | IF Gnistan (III)                      | 1:2                   | BK-46 Karis (III)          |
| 02.04.2015 | Turku PS (II)                         | 1:3                   | Inter Turku (I)            |
| 02.04.2015 | Haka Valkeakoski (II)                 | 3:2                   | FC Honka Espoo (III)       |
| 02.04.2015 | AC Oulu (II)                          | 2:1                   | Vaasan PS (I)              |
| 04.04.2015 | Seinäjoen JK (I)                      | 1:2                   | Kuopion PS (I)             |

## 6. Runde
Teilnehmer: Die zwölf Sieger der 5. Runde und die vier Erstligisten, die im Ligapokal 2015 das Halbfinale erreichten. Die Erstligisten mussten auswärts antreten.
| Datum      |                            | Ergebnis              |                     |
| ---------- | -------------------------- | --------------------- | ------------------- |
| 15.04.2015 | Kuopion PS (I)             | 2:1                   | FC Lahti (I)        |
| 15.04.2015 | PK-35 Vantaa (II)          | 1:2 n. V.             | HJK Helsinki (I)    |
| 16.04.2015 | Ilves Tampere (I)          | 0:2                   | IFK Mariehamn (I)   |
| 16.04.2015 | Kokkolan Palloveikot (III) | 0:2 n. V.             | Helsingfors IFK (I) |
| 16.04.2015 | AC Oulu (II)               | 3:3 n. V. (4:3 i. E.) | PS Kemi Kings (II)  |
| 16.04.2015 | Inter Turku (I)            | 7:3                   | Rovaniemi PS (I)    |
| 16.04.2015 | Haka Valkeakoski (II)      | 2:2 n. V. (4:3 i. E.) | Musan Salama (III)  |
| 16.04.2015 | PK Keski-Uusimaa (III)     | 4:1 n. V.             | BK-46 Karis (III)   |

## Viertelfinale
Teilnehmer: Die acht Sieger der 6. Runde.
| Datum      |                       | Ergebnis |                        |
| ---------- | --------------------- | -------- | ---------------------- |
| 26.04.2015 | Kuopion PS (I)        | 4:0      | PK Keski-Uusimaa (III) |
| 26.04.2015 | Haka Valkeakoski (II) | 1:3      | HJK Helsinki (I)       |
| 26.04.2015 | Helsingfors IFK (I)   | 0:2      | Inter Turku (I)        |
| 26.04.2015 | IFK Mariehamn (I)     | 4:1      | AC Oulu (II)           |

## Halbfinale
| Datum      |                   | Ergebnis              |                  |
| ---------- | ----------------- | --------------------- | ---------------- |
| 15.08.2015 | IFK Mariehamn (I) | 5:1                   | HJK Helsinki (I) |
| 15.08.2015 | Inter Turku (I)   | 1:1 n. V. (3:2 i. E.) | Kuopion PS (I)   |

## Finale
| Paarung        | IFK Mariehamn – Inter Turku |
| Ergebnis       | 2:1 (1:0) |
| Datum          | 26. September 2015 um 15:00 Uhr (14:00 Uhr MESZ) |
| Stadion        | Tehtaan kenttä, Valkeakoski |
| Zuschauer      | 3.017 |
| Schiedsrichter | Dennis Antamo |
| Tore           | 1:0 Diego Assis (45.) 2:0 Diego Assis (58.) 2:1 Guy Gnabouyou (88.) |
| IFK Mariehamn  | Walter Viitala – Kristian Kojola, Jani Lyyski, Sparrdal Mantilla, Bobbie Friberg Da Cruz, Albin Granlund – Duarte Tammilehto, Brian Span (71. Amos Ekhalie), Diego Assis (90. Anthony Dafaa), Petteri Forsell – Dever Orgill Cheftrainer: Pekka Lyyski      |
| Inter Turku    | Magnus Bahne – Juuso Hämäläinen, Eric Matoukou, Petros Kanakoudis, Henri Lehtonen, Joni Aho – Ari Nyman (65. Solomon Duah), Kaan Kairinen (83. Egzon Belica), Sebastian Mannström – Serge N'Gal (65. Philip Njoku), Guy Gnabouyou Cheftrainer: Job Dragtsma |
| Gelbe Karten   | Dever Orgill, Diego Assis, Bobbie Friberg da Cruz – Petros Kanakoudis |
| Platzverweise  | Duarte Tammilehto (40.) – keine |